# Liste der denkmalgeschützten Objekte in Hohenweiler
Die Liste der denkmalgeschützten Objekte in Hohenweiler enthält die 8 denkmalgeschützten, unbeweglichen Objekte der Vorarlberger Gemeinde Hohenweiler.

## Denkmäler
| Foto |                 | Denkmal                                                                | Standort                                | Beschreibung | Metadaten |
| ---- | --------------- | ---------------------------------------------------------------------- | --------------------------------------- | --- | --- |
| ja   | Datei hochladen | Burgruine Neu-Schönstein HERIS-ID: 111795 Objekt-ID: 129805seit 2012   | Standort KG: Hohenweiler                | Auf einer nicht allzu ausgeprägten bewaldeten Kuppe sind geringe Reste der Burgruine Neu-Schönstein erhalten. Die wahrscheinlich im späten 13. Jahrhundert errichtete Burg wurde 1377/1378 zerstört. Auf der Kuppe sind die Grundmauern eines rechteckigen Gebäudes im Ansatz noch erkennbar. Etwas weiter nördlich verliefen ein Außenwall und ein künstlicher Hanggraben. | BDA-Hist.: Q37826779 Status: Bescheid Stand der BDA-Liste: 2025-06-30 Name: Burgruine Neu-Schönstein GstNr.: 850                                                             |
| ja   | Datei hochladen | Kath. Pfarrkirche hl. Georg HERIS-ID: 4759 Objekt-ID: 615              | Dorf 15 Standort KG: Hohenweiler        | Die vom Friedhof umgebene Pfarrkirche stammt im Kern aus der Gotik, erfuhr aber 1720 und 1859 deutliche Vergrößerungen. Der Nordturm wurde 1920 angefügt. Am Chorbogen und an der südlichen Langhauswand sind Fresken aus der Zeit um 1480 erhalten. Das Altarbild des Hochaltars entstand im Jahr 1679.                                                                    | BDA-Hist.: Q33077530 Status: § 2a Stand der BDA-Liste: 2025-06-30 Name: Kath. Pfarrkirche hl. Georg GstNr.: 104 Pfarrkirche St. Georg (Hohenweiler)                          |
| ja   | Datei hochladen | Pfarrhof HERIS-ID: 4764 Objekt-ID: 620                                 | Dorf 16 Standort KG: Hohenweiler        | Der Pfarrhof nordwestlich der Kirche wurde wahrscheinlich Ende des 18. Jahrhunderts erbaut. Das zweigeschoßige Gebäude mit hohem Kellersockel ist über dem Hauptgeschoß verschindelt. | BDA-Hist.: Q38059012 Status: § 2a Stand der BDA-Liste: 2025-06-30 Name: Pfarrhof GstNr.: .19 Pfarrhof Hohenweiler                                                            |
| ja   | Datei hochladen | Wohnhaus, ehem. Mesnerhaus HERIS-ID: 59647 Objekt-ID: 71101            | Dorf 18 Standort KG: Hohenweiler        | Das ehemalige Mesnerhaus ist ein zweigeschoßiger Blockbau mit Schuppenschindeln. | BDA-Hist.: Q38088129 Status: Bescheid Stand der BDA-Liste: 2025-06-30 Name: Wohnhaus, ehem. Mesnerhaus GstNr.: .23 Mesnerhaus Hohenweiler                                    |
| ja   | Datei hochladen | Brunnen HERIS-ID: 4760 Objekt-ID: 616                                  | vor Dorf 18 Standort KG: Hohenweiler    | Der Dorfbrunnen von Hohenweiler bildet zusammen mit dem Mesnerhaus, der Pfarrkirche und dem Pfarrhaus „ein qualitätsvolles Ensemble“. | BDA-Hist.: Q38057792 Status: § 2a Stand der BDA-Liste: 2025-06-30 Name: Brunnen GstNr.: 1328/2                                                                               |
| ja   | Datei hochladen | Zisterzienserinnenabtei Mariastern HERIS-ID: 4762 Objekt-ID: 618       | Gwiggen 1, 3 Standort KG: Hohenweiler   | Die Abtei Mariastern entstand im 19. Jahrhundert durch den Um- und Ausbau einer Schlossanlage des 16./17. Jahrhunderts. Die neoromanische Klosterkirche wurde 1895–1896 errichtet und 1969 umfangreich renoviert. | BDA-Hist.: Q13416760 Status: Bescheid Stand der BDA-Liste: 2025-06-30 Name: Zisterzienserinnenabtei Mariastern GstNr.: .90/1, .89, 822, 834, 1386/3 Abtei Mariastern-Gwiggen |
| ja   | Datei hochladen | Kapelle hl. Franz Xaver HERIS-ID: 4761 Objekt-ID: 617                  | Oberdorf Standort KG: Hohenweiler       | Die Kapelle mit Vorhalle auf Holzstützen, Glockendachreiter und Dreiachtelchor wurde 1676 erbaut und 1978 restauriert. Der Aufbau des Altars ist neuromanisch, das Altarbild vom Tod des heiligen Franz Xaver ist mit 1893 bezeichnet. | BDA-Hist.: Q38058005 Status: § 2a Stand der BDA-Liste: 2025-06-30 Name: Kapelle hl. Franz Xaver GstNr.: 66 Kapelle Hl. Franz Xaver (Hohenweiler)                             |
| ja   | Datei hochladen | Römische Villa Leutenhofen HERIS-ID: 111989 Objekt-ID: 130028seit 2013 | bei Schatten 1 Standort KG: Hohenweiler | Nahe dem Weiler Leutenhofen südlich der Gemeinde sind Reste einer römischen Villa zu erkennen. | BDA-Hist.: Q37828051 Status: Bescheid Stand der BDA-Liste: 2025-06-30 Name: Römische Villa Leutenhofen GstNr.: 1436                                                          |